# Colonel Heeza Liar in Africa
Colonel Heeza Liar in Africa ist ein US-amerikanischer Animationsfilm des Regisseurs und Animators John Randolph Bray aus dem Jahr 1913. Der Film ist nach The Artist's Dream, ebenfalls 1913 veröffentlicht, Brays zweiter Animationsfilm. Die damit in den Film eingeführte und zuvor bereits in Comicstrips dargestellte Figur des Colonel Heeza Liar war die erste ständige Hauptfigur in einer amerikanischen Animationsserie. Mit der Nutzung gedruckter statischer Hintergründe, im Unterschied zu dem bis dahin üblichen Zeichnen vollständiger Filmbilder, beschritt Bray den Weg zur Rationalisierung der Herstellung von Animationsfilmen. Schon die nächste Stufe der Rationalisierung war die Nutzung von Cels, die den Animationsfilm über Jahrzehnte prägte.

## Handlung
Colonel Heeza Liar dringt im Beutel eines Kängurus in die Wüste vor, wo überraschende Abenteuer auf ihn warten. Er bringt ein Straußenei als Mahlzeit an sich. Doch auf dem Weg brütet er es unter seiner Jacke aus und das Straußenküken kann fliehen. Anschließend wird er von einem schlafenden Stachelschwein vor einem hungrigen Bären gerettet. Ein aggressiver Tiger jagt Heeza Liar und wird von ihm auf eine originelle Weise erlegt. Einen weiteren Bären überwältigt er, indem er ihn so betrunken macht, dass er einschläft. Nachdem er von einem aufdringlichen Affen verfolgt wird verlässt Colonel Heeza Liar die Wüste. Doch er geht im Triumph, denn er hat eine ganze Menagerie mit einem einzigen Schuss erlegt.
Der Film hat eine Reihe von Zwischentiteln, die in vierzeiligen Reimen das Verständnis der Handlung unterstützen.

## Hintergrund
Colonel Heeza Liar in Africa ist, wie die ganze Serie von 59 Animationsfilmen um die Figur des Colonel Heeza Liar, eine Parodie auf den 1909 nach seiner zweiten Amtszeit aus dem Amt des Präsidenten der Vereinigten Staaten ausgeschiedenen Theodore Roosevelt. Colonel Heeza Liar, die erste ständige Hauptfigur in einer US-amerikanischen Animationsserie,  wurde als ein etwas älterer kleiner, rundlicher Mann angelegt. Er trägt die für Roosevelt auf seinen Expeditionen typische Kleidung und die gleichfalls für Fotografien und Karikaturen Roosevelts typische große Büchse. In den Comicstrips und Filmen wurde Heeza Liar nicht nur, wenn auch überzeichnet, als der Soldat, Abenteurer und Großwildjäger dargestellt, der Roosevelt tatsächlich war. Vielmehr wurden immer wieder Bezüge zu realen Vorgängen hergestellt. In Colonel Heeza Liar in Africa wurde Roosevelts Leitung der Smithsonian-Roosevelt African Expedition der Jahre 1909 und 1910 parodiert. Mit einem Zwischentitel wird am Anfang des Films der Bezug zu Roosevelt deutlich gemacht:
„Heeza Liar was his name

And Colonel was his handle.

He roamed the desert seeking fame

To snuff out T.R.'s candle.“
Weitere Filmtitel mit Bezug zu Roosevelts Expeditionen nach Afrika und in das Amazonasbecken waren bereits im Januar 1914 Colonel Heeza Liar’s African Hunt und später Colonel Heeza Liar, Explorer (August 1914), Colonel Heeza Liar in the Wilderness (September 1914), Colonel Heeza Liar, Naturalist (Oktober 1914) und Colonel Heeza Liar in the African Jungles (Juni 1923).
Der Start der Colonel Heeza Liar-Serie gilt als ein Meilenstein in der Geschichte des Animationsfilms. Die ersten Animationsfilme Winsor McCays und auch Brays erster Animationsfilm The Artist's Dream benötigten viele Monate für ihre Herstellung. Bray wollte die Herstellung so weit vereinfachen und perfektionieren, dass so viele Animationsfilme produziert werden konnten, wie das Publikum haben wollte. Das vorrangige Problem der frühen Animationsfilme bestand darin, dass jedes einzelne Bild vollständig neu gezeichnet wurde. Dabei veränderten meist nur die Figuren ihre Position, der Hintergrund blieb unverändert. Entsprechend ließ Bray für Colonel Heeza Liar in Africa die Hintergründe drucken, auf denen die Figuren gezeichnet wurden. Wenn ein bestimmter Bereich des Hintergrunds nicht benötigt wurde, schabten Bray und seine Zeichner diesen Teil wieder ab. Wenn für einen Teil des Films viele Bilder mit einem in gleicher Weise veränderten Hintergrund benötigt wurden, konnten sie in der benötigten Stückzahl gedruckt werden. Gelegentlich wurden nach dem Zeichnen der Figuren fehlende Teile des Hintergrunds nachgezeichnet. Szenen von Colonel Heeza Liar in Africa wurden Anfang 1914 Brays Patentantrag beigegeben, mit dem er die Verwendung statischer Hintergründe schützen lassen wollte. Diese Methode Brays erwies sich aber als unflexibel und bald wurde die von Earl Hurd patentierte Methode zum Standard, die Figuren auf transparentes Zelluloid (Cels) zu zeichnen.

## Produktionsnotizen
Colonel Heeza Liar in Africa kam am 6. Dezember 1913 in die Kinos. Der Film wurde auf einer Rolle mit dem zoologischen Dokumentarfilm Glimpses of Pond Life vertrieben.
Der Filmhistoriker Michael Barrier gab in seinem Werk Hollywood Cartoons in einer Fußnote an, Colonel Heeza Liar in Africa sei im Januar 1914 unter dem leicht veränderten Titel Colonel Heeza Liar’s African Hunt vertrieben worden, um den Film als eine Parodie auf den im Jahr 1912 und über mehrere folgende Jahre überaus erfolgreichen Expeditionsbericht Paul J. Rainey's African Hunt auf dem Markt zu positionieren. Tatsächlich geht aus Darstellungen in den zeitgenössischen Fachzeitschriften hervor, dass beide Filme unterschiedliche Handlungen hatten. Nur Teile der Handlung stimmen überein.

## Kritik
Zeitgenössische Kritiken wurden in Branchenzeitschriften veröffentlicht. The Motion Picture News lobte die einfallsreichen Zeichnungen von John R. Bray und die Verwendung von Zwischentiteln, die aus dem Film „ein wirklich annehmbares Angebot“ machen. Der Moving Picture World zufolge ist Colonel Heeza Liar in Africa eine weitere der „unwiderstehlich lustigen Animationen, die die Nation im Sturm erobert haben“. Die Darstellung sei lebensähnlich und nicht jumpy.
Der US-amerikanische Filmhistoriker Leonard Maltin hält die Animationen für angemessen ausgeführt. Bray habe die Perspektive und die Proportionen beachtet, wenn Heeza Liar im Kreis läuft folgen die Zeichnungen passend aufeinander. Die Bewegungen sind nicht glatt, aber für die im Film gezeigte einfache Handlung angemessen. Eine Schwäche besteht wie bei vielen frühen Animationen darin, dass die Kamera auch die Falten in den Zeichnungen erfasst.